# Letiště Cheb
Letiště Cheb (ICAO: LKCB) je letiště v Česku. Původní chebské letiště vzniklo v letech 1916–1917 a v roce 1918 bylo jediným funkčním letištěm na území ČSR (ke konci roku přibyla ještě letiště ve Kbelích a v Olomouci). Právě na tomto letišti získala svá první letadla rodící se Československá armáda. Za první republiky na letišti sídlila významná letecká škola. Toto letiště bylo pouze travnaté a bylo zničeno na konci války. Druhé chebské letiště vzniklo za druhé světové války v roce 1940 jako tovární letiště firmy Flugzeugwerke Eger GmbH (FWE) zhruba 1,5 km jižně od toho původního. Toto letiště bylo již betonové. Travnatá a betonová dráha po opravě slouží dodnes.

## Historie
Za 1. sv. války bylo na původním letišti sídlo Flek 16 (což byla cvičná a doplňovací jednotka, která v Chebu zahájila činnost 1. července 1917), v době ČSR sídlo VLÚ (učiliště), stíhacích i průzkumných jednotek a ČLH.  Za 2. sv. války sídlo školních, stíhacích a transportních jednotek Luftwaffe, sídlo letectva ROA (Vlasovci). Na konci války byla obě letiště bombardována americkou armádou. První chebské letiště po válce zaniklo.
Druhé firemní letiště používala továrna FWE která se zabývala výrobou a opravami letadel pro Luftwaffe. Vyráběla a opravovala se zde letadla He 111, He 177, He 219 a proudový Me 262. Po americkém bombardování továrny v roce 1945 chebské letiště upadlo do zapomnění. Po válce bylo připravováno letiště Cheb jako diverzní letiště pro Letiště Praha Ruzyně tato činnost však byla přerušena a letiště bylo zabráno armádou (stálá hotovost se stroji Jak-23).  V 70. letech stanice Agrozetu, civilní provoz znovu začal od roku 1997.   
Nyní má letiště status veřejné vnitrostátní letiště a je používáno pro malá sportovní letadla a aerotaxi. Provozováno je Aeroklubem Karlovy Vary, o.s. a spravováno Ultralightclubem Cheb.

## Vybavení letiště
Travnatá RWY 05/23 je dlouhá 1000 m a široká 25 m, nově opravená betonová dráha 06/24 je dlouhá 1000 m a široká 18 m. Provozní použitelnost letiště je: VFR DEN
Původní betonová dráha je dlouhá 1 400 m a široká 53 m (opraveno je 1000 m x 18 m + paralelní TWY a 4 spojky), 150 m od prahu RWY 05 odbočuje vlevo pod úhlem 45° TWY dlouhá 900 m a stojánka.
Na letišti se dále nachází letecký radiomaják VOR/DME s volacím znakem OKG.

## Současnost
Úřad pro civilní letectví uvedl 19. srpna 2010 do provozu jedno z nejstarších letišť v Česku, letiště Cheb.
V současné době[kdy?] letiště slouží pro malá sportovní letadla. Letiště v Chebu oslavilo v roce 2017 100 let existence.